# Aleksandr Chatuntsev
Aleksandr Vasiljevitj Chatuntsev (ryska: Александр Васильевич Хатунцев), född 11 februari 1985 i Voronezj, är en professionell rysk tävlingscyklist. Chatuntsev tävlar för det mindre ryska stallet Moscow sedan 2009.
Han tävlade under säsongen 2008 för UCI Professional Continental stallet Tinkoff Credit Systems. Han blev professionell 2007 med Unibet.com Cycling Team. Mellan 2005 och 2006 tävlade han för det ryska amatörstallet Omnibike Dynamo Moscow.

## Privat och barndom
Aleksandr Chatuntsev och hans tvillingbror Vassily, började cykla när de var tio år gamla. Deras föräldrar har tidigare varit tävlingscyklister på internationell nivå.
Under året 2000 flyttade Chatuntsev och hans familj till Moskva, när en släkting blev sjuk. I Moskva kom han in på en stor sportskola och han började träna under den olympiska tränaren Gleb Groysman. Chatuntsev började vinna viktiga tävlingar när under säsongen 2001 och 2002, bland annat blev han guldmedaljör under juniorvärldsmästerskapens bancykling 2002 i lagförföljelse tillsammans med Michail Ignatjev, Sergej Ulakov och Ilja Krestianinov.
Året därpå hölls världsmästerskapen i Moskva och Aleksandr Chatuntsev tog guldmedaljen i individuell förföljelse. Strax efter guldmedaljen blev han medlem av det ryska förföljelselaget inom bancykling.

## Karriär
Som 19-åring blev han uttagen till de Olympiska sommarspelen 2004 i bancykling, som den yngsta cyklisten i rysk bancyklinghistoria, men det blev ingen medalj i Aten i lagförföljelse.
Han blev rysk nationsmästare i linjelopp 2006 före Alexander Efimkin och Jevgeni Petrov. Senare under året tog han bronsmedaljen på världsmästerskapens U23-linjelopp i Salzburg efter tysken Gerald Ciolek och fransmannen Romain Feillu. Efter tävlingen blev ryssen kontrakterad av Tinkoff Credit Systems. 
Under säsongen 2006 tog han också silvermedaljen i individuell förföljelse under världscupen i Sydney efter britten Rob Hayles.
Under sitt första år som professionell slutade han tvåa på Route Adélie de Vitré efter fransmannen Rémi Pauriol.
Han var också uttagen som reserv till de Olympiska sommarspelen 2008 i Peking, men deltog aldrig i någon av tävlingarna.
Aleksandr Chatuntsev slutade på sjunde plats på GP Donetsk under säsongen 2009. Han vann etapp 3 och 4 av den ryska tävlingen Kuban Stage Race. I maj 2009 vann Aleksandr Chatuntsev den tredje etappen av Five Rings of Moscow. Han slutade på fjärde plats i tävlingens slutställning. Några dagar senare vann han Grand Prix of Moscow.

## Meriter - bana
2002
1:a, Världsmästerskapen - bancykling, lagförföljelse, junior (med Michail Ignatjev, Sergej Ulakov, Ilja Krestianinov)
2003
1:a, Europeiska mästerskapen, individuell förföljelse, junior
1:a, Världsmästerskapen, individuell förföljelse, junior
2:a, Europeiska mästerskapen, lagförföljelse, U23 (med Michail Micheev, Aleksej Sjmidt, Ilja Krestianinov)
2004
3:a, Europeiska mästerskapen, lagförföljelse, U23 (med Aleksej Sjmidt, Ilja Krestianinov, Sergej Sevostianov)
3:a, Moskva, lagförföljelse (med Oleg Grisjkin, Aleksej Markov, Aleksej Sjmidt)
2005
1:a, Europeiska mästerskapen, lagförföljelse, U23 (med Sergej Kolesnikov, Ivan Kovalev, Valerij Valynin)
2006
2:a, Sydney, individuell förföljelse
3:a, Sydney, Scratch
2:a, Europeiska mästerskapen, lagförföljelse, U23 (med Sergej Kolesnikov, Ivan Kovalev, Valerij Valynin)

## Meriter - landsväg
2004
1:a, Tour of South China Sea
Etapp 1
Etapp 6
2005
1:a, Boucles de la Soule
1:a, GP Sochi
Etapp 1
Etapp 4
Etapp 5
2:a, GP of Moscow
2:a, etapp 1a, Five rings of Moscow
1:a, etapp 5, Five rings of Moscow
2006
1:a, Les Boucles de l'Artois
1:a, etapp 1, GP Sochi
1:a, etapp 2, GP Sochi
1:a, etapp 5, GP Sochi
1:a, GP of Moscow
1:a, Five rings of Moscow
Etapp 4
1:a, etapp 5, Serbien runt
1:a, Ryska nationsmästerskapen
1:a, Tour of South China Sea
Etapp 1
Etapp 3
Etapp 6
2:a, Tour de Normandie
Etapp 5
2:a, GP Sochi
2:a, etapp 6, Serbien runt
3:a, Trophée de l'essor
3:a, GP E.O.S. Tallinn
3:a, Serbien runt
3:a, Världsmästerskapen, linjelopp, U23
3:a, Memorial Cimurri-Gran Premio Bioera
2007
2:a, Route Adélie de Vitré
2008
3:a, etapp 3, Five Rings of Moscow
2009
1:a, etapp 3 och 4, Kuban Stage Race
1:a, etapp 3, Five Rings of Moscow
1:a, Grand Prix of Moscow

## Stall
- 2005-2006 Omnibike Dynamo Moscow
- 2007 Unibet.com Cycling Team
- 2008 Tinkoff Credit Systems
- 2009 Moscow